# 長谷川愛
長谷川 愛（はせがわ あい、1990年2月6日 - ）は、大阪府出身の女性タレント、歌手、女優。2PS所属。公式ファンクラブは「長谷川愛 official member’s」。

## 人物・来歴
- カメレオン昭和ユニット「クロスディー」リーダーであるYUIの実姉。
- トミーの「キッスサイト」オーディショングランプリ。カラオケ機器のコマーシャルに準グランプリの新垣里沙（元・モーニング娘。）と共に出演。
- 男装アイドルグループ・風男塾の元メンバーである。イメージカラーは水色。2021年3月に卒業[1]。
- 2018年10月に公式ファンクラブ「長谷川愛 official member’s」を開設。
- 2019年2月、初のソロアルバムをリリースし歌手活動を本格化。
- 2020年12月、レディースアパレルのインターネット通販専業の夢展望とのコラボ商品をプロデュース。
- 2023年4月2日、俳優の川隅美慎と結婚したことを発表。

## 出演

### テレビ・配信ドラマ
- ドレミソラ（2002年、毎日放送） - 水野リカ 役
- 花より男子 第8・9話（2005年、TBS）
- ギャルサー（2006年、日本テレビ） - ミチ 役
- 仮面ライダー電王（2007年、テレビ朝日） - ノザキセイコ 役
- 花ざかりの君たちへ〜イケメン♂パラダイス〜 第1・2・8話（2007年、フジテレビ）
- 浅草ふくまる旅館 第2話（2007年、TBS） - 栄子 役
- 死化粧師 エンバーマー間宮心十郎 第4話（2007年、テレビ東京）
- 相棒 season6 第13話（2008年、テレビ朝日） - 沖田里美 役
- ザ・休み時間（2008年、ディズニー・チャンネル） - 可憐 役
- 連続テレビ小説 瞳（2008年、NHK） - ユキ 役
- 学校じゃ教えられない 第4話（2008年、日本テレビ）
- 愛の劇場40周年記念番組 ラブレター 第14話（2008年、TBS）
- Loved One ～愛してるの言葉で泣くのはいつも君だった～（2022年、U-NEXT）[2]

### 情報番組
＊アリオ橋本チャンネル（JCOMチャンネル）

### 映画
- 真夜中の弥次さん喜多さん（2005年）
- あのころ…Summer Memories（2005年） - 風間あずさ 役
- 劇場版 さらば仮面ライダー電王 ファイナル・カウントダウン（2008年）
- 白夜行（2011年） - 藤村郁子 役

### 舞台
- ミラクル☆トレイン〜大江戸線へようこそ〜（2010年12月8日 - 15日、全労済ホールスペース・ゼロ） - 六花 役
- マクロス ザ・ミュージカルチャー（2012年10月3日 - 8日、TOKYO DOME CITY HALL） - ソニア・ドセル 役
- ニコニコミュージカル 千本桜（2013年3月13日 - 24日、博品館劇場） - 朱音鳴子 役
- ミュージカル「Code:Realize」（2018年5月17日 - 20日、シアター1010 / 5月26日・27日、森ノ宮ピロティホール） - カルディア 役[3]
- 舞台「HELI-X～スパイラル・ラビリンス～」（2023年6月2日 - 11日、サンシャイン劇場 / 6月17日・18日、COOL JAPAN PARK OSAKA WWホール）[4]
- 舞台『呪術廻戦』- 京都姉妹校交流会・起首雷同 -（2023年12月15日 - 31日、天王洲 銀河劇場 / 2024年1月6日 - 14日、AiiA 2.5 Theater Kobe） - 禪院真依 役[5]
- LEGEND STAGE PRODUCE『ダッドシューズ 2025』（2025年3月8日 - 17日、ヒューリックホール東京 / 2025年3月22日 - 23日、COOL JAPAN PARK OSAKA） - 新田優香 役[6]

### バラエティ
- グラビアの美少女（MONDO21）
- きよしとこの夜（NHK）

### 雑誌
- ピチレモン（学研）（2003年 - 2006年専属モデル）
- BOMB（学研）

### ポスター
- 代々木ゼミナール「フレックス・サテライン」（2006年 - ）

### CM
- バンダイ「ミラクルコミューン」
- 花王「ビオレ さらさらパウダーシート 全身ふいてもやぶれない編」

### インターネットTV
- あっ!とおどろく放送局「新・月曜20時！音色（おといろ）フェスタ!」（2012年4月 - ） - メインMC

## ライブ・イベント

### ライブツアー
| LIVE TOUR 2020 〜Wonderful World〜 | LIVE TOUR 2020 〜Wonderful World〜 | LIVE TOUR 2020 〜Wonderful World〜 | LIVE TOUR 2020 〜Wonderful World〜 | LIVE TOUR 2020 〜Wonderful World〜 |
| 公演日                             | 会場                               | 公演数                             | 備考                               |                                    |
| ---------------------------------- | ---------------------------------- | ---------------------------------- | ---------------------------------- | ---------------------------------- |
| 2020年1月11日                      | 大阪 246ライブハウスGABU           | 1回                                |                                    |                                    |
| 2020年1月12日                      | 愛知 HeartLand                     | 1回                                |                                    |                                    |
| 2020年1月18日                      | 宮城 enn 2nd                       | 1回                                |                                    |                                    |
| 2020年1月25日                      | 福岡 DRUM SON                      | 1回                                |                                    |                                    |
| 2020年2月1日                       | 東京 新宿ReNY                      | 1回                                |                                    |                                    |

## ユニット
- 中野風女シスターズ
- 風男塾
  - 愛刃健水（あいば けんすい）

## ディスコグラフィ
※中野風女シスターズ、風男塾としての作品は、「中野風女シスターズ」の項を参照のこと。

### アルバム
レーベル: TWOPEACE RECORDS（テイチクエンタテインメント）
| # | 発売日         | タイトル | 備考                 |
| - | -------------- | -------- | -------------------- |
| 1 | 2019年02月24日 | LOVE     |                      |
| 2 | 2022年07月06日 | PUZZLE   | ミュージック・カード |

### シングル
- あい（2021年1月11日）
- Loved One（2021年7月28日）
- You are not alone（2022年1月12日） - ミュージック・カード
- Untitled（2022年2月7日） - 配信